# Friedrich Herwarth von Bittenfeld
Friedrich Adrian Herwarth von Bittenfeld (* 13. April 1802 in Halberstadt; † 13. Januar 1884 in Merseburg) war ein preußischer General der Infanterie.

## Leben

### Herkunft
Friedrich entstammte dem alten Augsburger Stadtadelsgeschlecht Herwarth von Bittenfeld, das im Jahr 1246 erstmals urkundlich genannt ist. Er war der Sohn des preußischen Generalmajors Johann Eberhard Ernst Herwarth von Bittenfeld (1753–1833) und dessen Ehefrau Johanna Friedericke Auguste von Arnstedt (1765–1851). Zwei Brüder von ihm stiegen ebenfalls zu Generalen der Preußischen Armee auf: Eberhard Herwarth von Bittenfeld (1796–1884) und Hans Paulus Herwarth von Bittenfeld (1800–1881).

### Militärkarriere
Herwarth von Bittenfeld trat nach dem Besuch der Universität Berlin am 22. April 1819 in das 2. Garde-Regiment zu Fuß ein. Dort wurde er am 20. Oktober 1819 zum Sekondeleutnant befördert. Vom 1. August 1825 bis 30. Juni 1828 erfolgte seine Kommandierung zur weiteren Ausbildung an die Allgemeine Kriegsschule. Ein halbes Jahr später wurde er dann Adjutant des I. Bataillons. Am 8. April 1832 kam Herwarth von Bittenfeld als Adjutant zur 2. Garde-Infanterie-Brigade. Im weiteren Verlauf seiner Militärlaufbahn wurde er als Oberst am 10. Mai 1855 Kommandeur des 2. Garde-Regiments zu Fuß. Zeitgleich war Herwarth von Bittenfeld ab 14. Juni 1855 auch militärisches Direktionsmitglied der Zentral-Turnanstalt. Am 12. November 1857 erfolgte seine Ernennung zum Kommandeur der 14. Infanterie-Brigade. Nachdem er am 22. Mai 1858 Generalmajor geworden war, wurde er nach einem Jahr zum Kommandeur der 3. Garde-Infanterie-Brigade ernannt. Mit seiner Beförderung zum Generalleutnant am 18. Oktober 1861 wurde Herwarth von Bittenfeld zu den Offizieren von der Armee überführt. Er erhielt erst mit der Ernennung zum Kommandeur der 4. Division am 3. April 1862 wieder eine Verwendung. Die Division führte er dann auch 1866 während des Deutschen Krieges in der Schlacht bei Gitschin und Königgrätz.
Nach Kriegsende wurde Herwarth von Bittenfeld am 23. August 1866 mit der Führung der Geschäfte des Generalkommandos II. Armee-Korps beauftragt. Kurz darauf wurde er dann am 17. September 1866 wieder zu den Offizieren von der Armee überführt.
Am 9. April 1867 erfolgte seine Ernennung zum Gouverneur von Königsberg. Als solcher erhielt Herwarth von Bittenfeld am 22. März 1868 den Charakter als General der Infanterie. Anlässlich der Feier seines 50-jährigen Dienstjubiläums am 22. April 1869 wurde er mit dem Kronenorden I. Klasse mit dem Emailleband des Roten Adlerordens mit Eichenlaub und Schwertern am Ringe ausgezeichnet.
Kurz vor Ausbruch des Deutsch-Französischen Krieges wurde Herwarth von Bittenfeld am 9. Juli 1870 mit Pension unter Verleihung des Kreuzes der Großkomture des Königlichen Hausordens von Hohenzollern zur Disposition gestellt.

### Familie
Er heiratete am 16. Dezember 1841 in Naumburg (Saale) Freda von Krosigk (1815–1886), eine Tochter von Dedo von Krosigk. Aus der Ehe gingen zwei Kinder hervor:
- Werner Friedrich (* 1852), preußischer Oberst und sachsen-altenburger Kammerherr
- Gabriele Freda (* 1853) ⚭ Hans Lutze von Wurmb, Herr auf Porstendorf, wirklicher Geheimer Rat sowie Schloßhauptmann von Dornburg